# Pilonidalcysta
Pilonidalcysta, även kallad pilonidalsinus (av pilos = hår) är en infektion som uppkommer nedanför svanskotan just där skinkorna möts. Denna infektion ger oftast inget symptom förrän det bildas en abscess.